# 绥滨镇
绥滨镇，是中华人民共和国黑龙江省鹤岗市绥滨县下辖的一个乡镇级行政单位。

## 行政区划
绥滨镇下辖以下地区：
兴民社区、江城社区、花园社区、动力社区、绥滨村、凤仪村、民主村、中合村、吉礼村、向日村、敖来村、庆发村、振荣村、大同村、吉福村、吉成村、胜利村、吉珍村、吉长村、合春村和庆连村。